# Shake It Out
"Shake It Out" to utwór brytyjskiej grupy Florence and the Machine. Został wydany 14 września 2011 roku w Australii jako ich drugi singel z albumu studyjnego zatytułowanego Ceremonials. Twórcami tekstu piosenki jest wokalistka grupy, czyli Florence Welch oraz Paul Epworth, który zajął się też produkcją utworu. W Wielkiej Brytanii singel został wydany 2 października, ale jego premiera radiowa miała miejsce 14 września w radiu XFM. Welch stwierdziła, że utwór został napisany w ciągu godziny i opisuje on rzeczy, które kiedyś ją nawiedzały.

## Wydanie i remiksy
Po wywiadzie Welch 14 września w brytyjskim radiu XFM utwór miał tam swoją premierę radiową. Cyfrowo wydany został wydany tego samego dnia w Australii, natomiast w Stanach Zjednoczonych i Wielkiej Brytanii 2 października. Był skierowany do radiów alternatywnych i R&B. Okładka singla winylu została sfotografowana przez Karla Lagerfelda. Welch jest postrzegana jako "leżącą uwodzicielsko na szarym tle kobietę ubraną w białą suknię, która współpracuje z czerwoną szminką i zadymionymi oczami", przez pisarza z  The Belfast Telegraph.
Utwór użyty został po swojej premierze w siedemnastym epizodzie "No Pressure" siódmego sezonu serialu Jak poznałem waszą matkę.
Remix został stworzony przez kanadyjskiego piosenkarza The Weeknd. Powstał on dwa tygodnie po wydaniu signla Florence And The Machine i został opublikowany na oficjalnej stronie internetowej 26 września. Marc Hogan z magazynu State stwierdził, że remix zrobił "przewidywalny i duszny" efekt z utworu oraz dodał, że "zamienia sacrum w profanum głos wyraźnie czystej Welch".

## Notowania
| Lista (2011-12)                          | Najwyższa pozycja |
| ---------------------------------------- | ----------------- |
| Australia (Top 50 Singles)               | 36                |
| Austria (Ö3 Austria Top 40)              | 16                |
| Belgia (Flandria) (Ultratop 50 Singles)  | 2                 |
| Belgia (Wallonia) (Ultratip 50 Singles)  | 15                |
| Kanada (Billboard Canadian Hot 100)      | 52                |
| Irlandia (Top 50 Singles)                | 2                 |
| Niemcy (Top 100 Singles)                 | 30                |
| Japonia (Japan Hot 100)                  | 9                 |
| Nowa Zelandia (Top 40 Singles)           | 16                |
| Norwegia (Top 20 Singles)                | 18                |
| Szkocja (Top 40 Scottish)                | 10                |
| Szwecja (Top 60 Singles)                 | 50                |
| Szwajcaria (Singles Top 100)             | 23                |
| Wielka Brytania (Singles Top 100)        | 12                |
| Stany Zjednoczone (Hot 100)              | 73                |
| Stany Zjednoczone (Alternative Songs)    | 11                |
| Stany Zjednoczone (Rock Songs)           | 9                 |
| Stany Zjednoczone (Hot Dance Club Songs) | 4                 |
| Stany Zjednoczone (Adult Pop Songs)      | 20                |

### Certyfikacje
| Kraj                  | Status      |
| --------------------- | ----------- |
| Nowa Zelandia (RIANZ) | złota płyta |